# Сомит
Сомит (первичный сегмент, спинной сегмент; от др.-греч. σῶμα — «тело») — парное метамерное образование у зародышей, некоторых беспозвоночных (кольчатые черви, насекомые) и всех хордовых животных (в том числе человека).

## Сомиты хордовых
В процессе зародышевого развития на сомиты разделяется средний зародышевый листок — мезодерма. Сомиты расположены по продольной оси тела и прилегают с боков к нервной трубке и хорде. У беспозвоночных животных сегментируется вся мезодерма, у хордовых — только её спинной (дорсальный) отдел, остальная мезодерма образует боковые пластинки — спланхнотомы.
Сегментация начинается с переднего отдела тела и постепенно распространяется к заднему отделу. В процессе развития каждый сомит дифференцируется на миотом, склеротом и дерматом, из которых образуются соответственно: поперечнополосатая скелетная мускулатура, кости и хрящи скелета (у рыб также плавники) и соединительнотканная часть кожи с её производными.